# Cabildo (Chile)
Cabildo ist eine Stadt und Gemeinde in der Provinz Petorca in der Región de Valparaíso in Chile. Bei der Volkszählung im Jahr 2017 hatte sie 19.388 Einwohner. Die Gemeinde erstreckt sich über eine Fläche von 1455,3 km².
Im Jahr 2018 betrug die Zahl der im Cabildo registrierten Unternehmen 351.

## Geschichte
Die Gemeinde wurde im Jahr 1894 gegründet. Im selben Jahr wurde es als Teil einer 26 km langen Eisenbahnverlängerung gebaut, die La Ligua
mit dem Bahnhof Cabildo verband. 1913 wurde die Eisenbahnlinie bis zum Bahnhof Limahuida und damit bis zum Rest Nordchiles ausgebaut.

## Bevölkerung
Laut der Volkszählung des Nationalen Statistikinstituts von 2002 hatte Cabildo 18.916 Einwohner. Davon lebten 12.453 (65,8 %) in städtischen Gebieten und 6463 (34,2 %) in ländlichen Gebieten. Damals waren es 9466 Männer und 9450 Frauen. Die Bevölkerung wuchs um 8,0 % (1396 Personen) gegenüber 17.520 Einwohnern im Jahr 1992. Im Jahr 2017 zählte man 19.388 Personen.

## Orte
Zur Gemeinde Cabildo gehören neben der gleichnamigen Stadt Cabildo auch die folgenden Orte:
- Alicahue
- Artificio
- La Vega
- San Lorenzo
- Las Puertas
- La Mora
- La Viña
- Pililén
- Paihuén
- Bartolillo
- Los Molinos
- Los Perales
- Algarrobo

## Persönlichkeiten
- Juan Ibacache (1903–1979), Fußballspieler
- Joel Estay (* 1978), Fußballspieler